# Ulverston
Ulverston este un oraș în comitatul Cumbria, regiunea North West, Anglia. Orașul se află în districtul South Lakeland.
Orașul este locul de naștere al lui Stan Laurel, din celebrul cuplu de comici Stan și Bran.